# Pleasantville (Nowy Jork)
Pleasantville – wieś w Stanach Zjednoczonych, w stanie Nowy Jork, w hrabstwie Westchester.